# Ems-Supérieur
Pour les articles homonymes, voir Ems (homonymie).
1811–1814
Entités précédentes :
- Royaume de Westphalie
- Duché d'Aremberg
- Duché d'Oldenbourg
- Grand-duché de Berg

Entités suivantes :
- Royaume de Hanovre
- Duché d'Oldenbourg
- Royaume de Prusse

L'Ems-Supérieur est un ancien département français du Premier Empire dont le chef-lieu était Osnabrück. Son territoire correspond à la partie occidentale de l'actuel Land allemand de Basse-Saxe (principalement les arrondissements du Pays de l'Ems, de Cloppenburg, de Vechta et d'Osnabrück).
Le département a été créé le 1er janvier 1811.

## Administration
- Chefs-lieux de canton de l'arrondissement d'Osnabrück : Bramsche, Dissen, Essen, Iburg, Lengerich, Melle, Osnabrück-Ville, Osnabrück-Campagne, Ostbevern, Ostercappeln, Tecklembourg et Versmold.
- Chefs-lieux de canton de l'arrondissement de Lingen (ou de Meppen) : Bevergern, Freren, Fürstenau, Haselünne, Ibbenbüren, Lingen, Meppen, Papenbourg et Sögel.
- Chefs-lieux de canton de l'arrondissement de Minden : Bünde, Enger, Levern, Lübbecke, Minden, Petershagen, Quernheim, Rahden, Uchte et Werther.
- Chefs-lieux de canton de l'arrondissement de Quakenbrück : Ankum, Cloppenburg, Diepholz, Dinklage, Friesoythe, Löningen, Quakenbrück, Vechta, Vörden et Wildeshausen.

## Liste des préfets
| Période          | Période | Identité                             | Fonction précédente           | Observation |
| ---------------- | ------- | ------------------------------------ | ----------------------------- | ----------- |
| 30 novembre 1810 | 1814    | Charles-Louis de Keverberg de Kessel | Sous-préfet de Clèves (Roer)) |             |